# St. Nikolaus (Übersee)

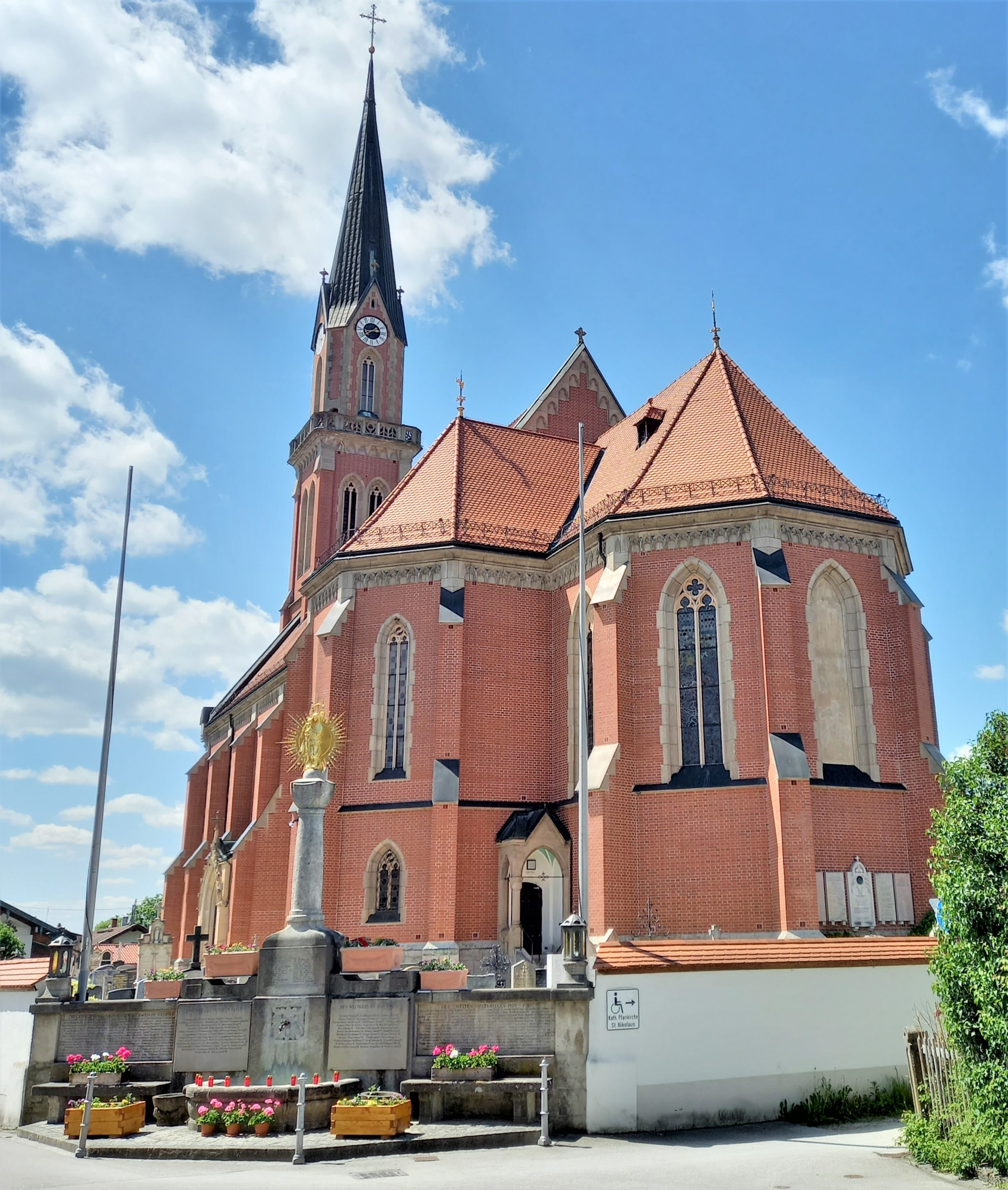
Außenansicht der Pfarrkirche St. Nikolaus

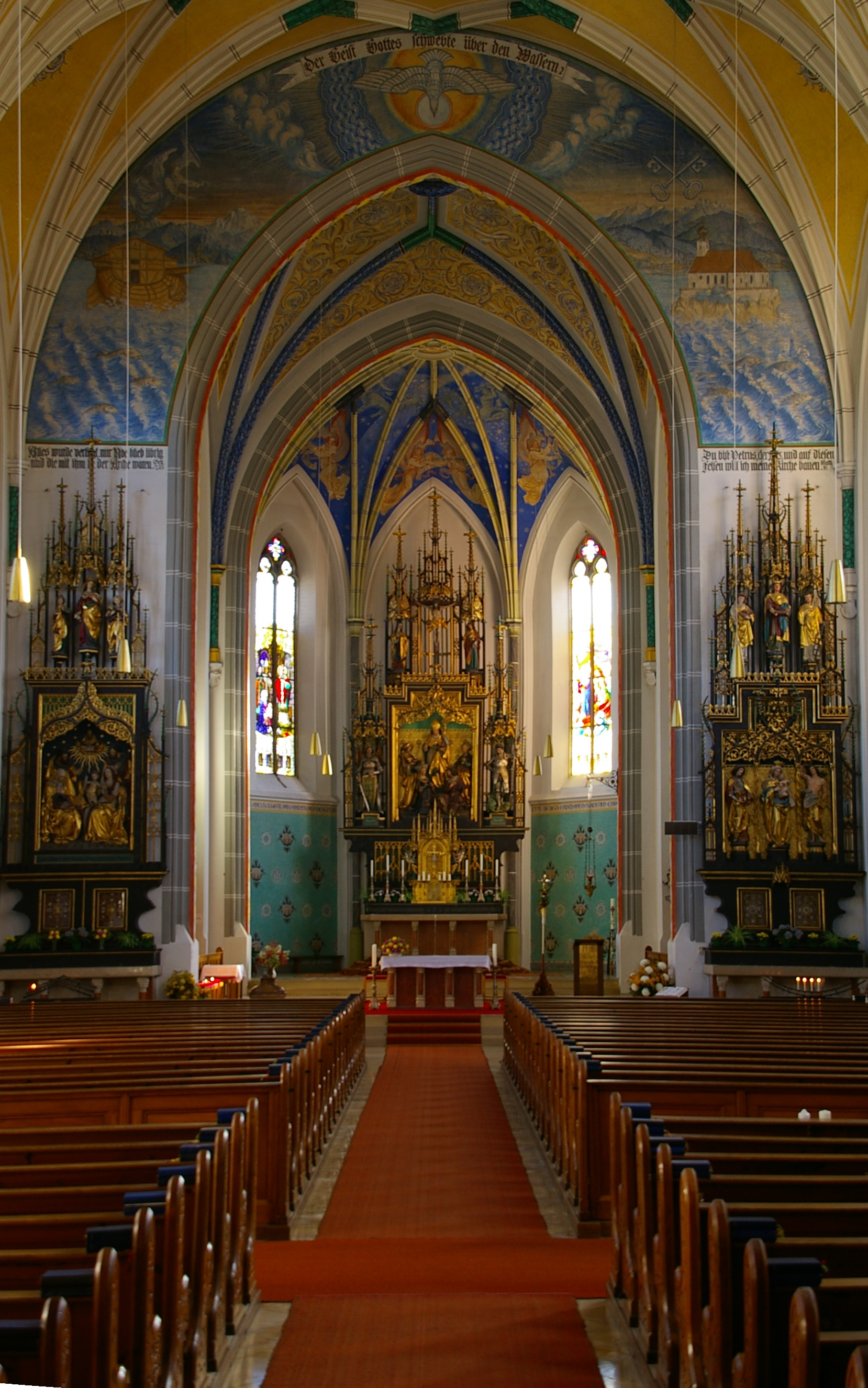
Innenraum von St. Nikolaus

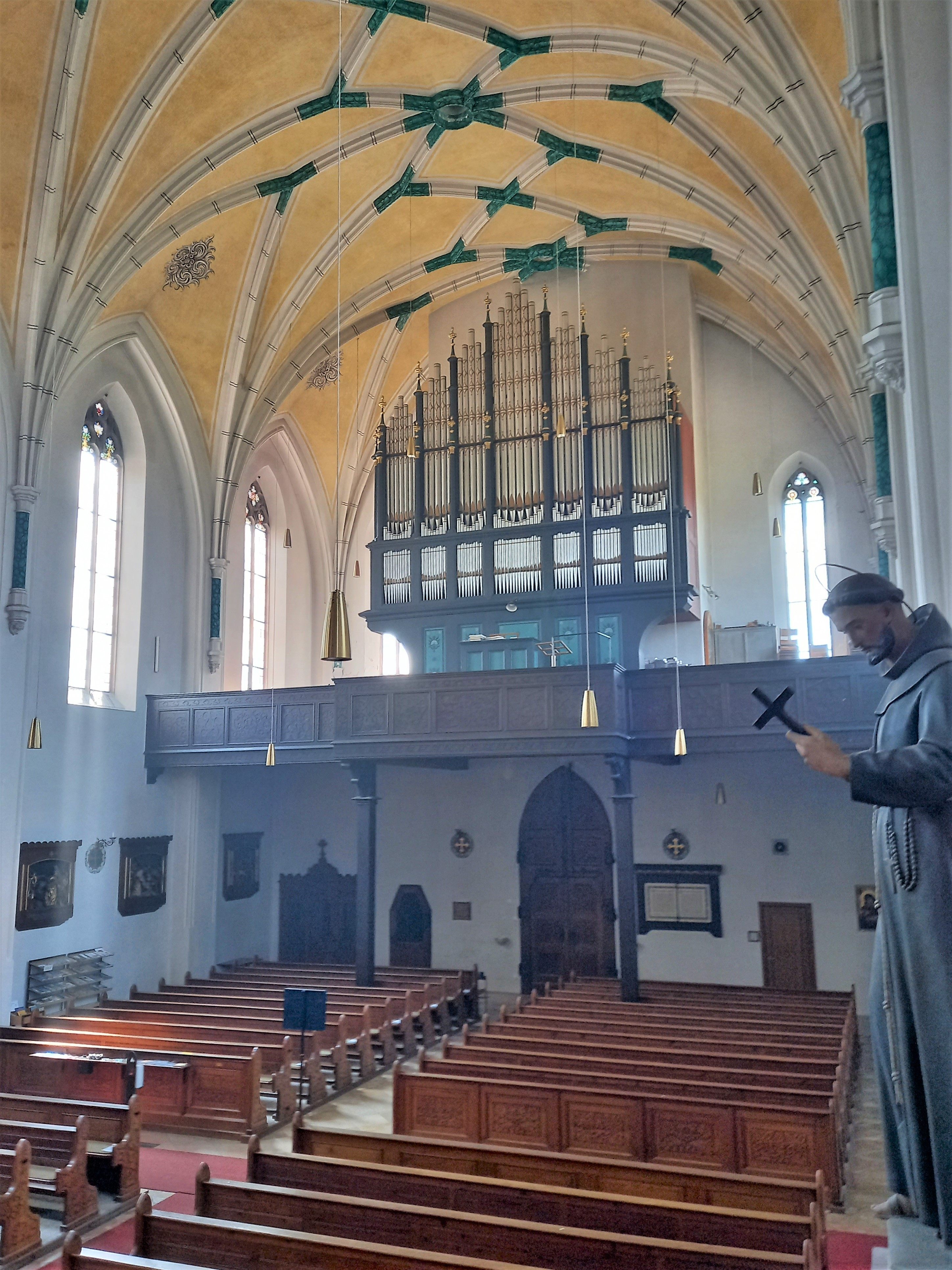

Die Pfarrkirche St. Nikolaus in Übersee, einer Gemeinde im oberbayerischen Landkreis Traunstein, ist ein Gotteshaus, das Anfang des 20. Jahrhunderts im Stil der Neugotik errichtet wurde. Wegen ihrer Größe wird sie auch als „Dom des Achentales“ bezeichnet.

## Geschichte
Die Pfarrkirche St. Nikolaus wurde während der Amtszeit des Pfarrers Kaspar Kreitlhuber in den Jahren 1902 bis 1904 nach Entwurf des Münchner Architekten Joseph Elsner errichtet. Nach der Grundsteinlegung am 15. August 1902 erfolgte am 25. September 1904 die Einweihung durch den Münchner Erzbischof Franz Joseph von Stein.
Der stattliche Kirchenbau wurde als eines der letzten Gotteshäuser Bayerns im neugotischen Stil errichtet. Die den Historismus ablehnende Zeit nach der Mitte des 20. Jahrhunderts konnte der Bau unbeschadet überstehen und wurde deshalb wegen der einheitlichen, originalen Ausstattung in die Denkmalschutzliste des Bayerischen Landesamts für Denkmalpflege aufgenommen.

## Baubeschreibung
Die Kirche wurde an der Stelle der Vorgängerkirche inmitten eines ummauerten Friedhofs errichtet. Es ist ein unverputzter Ziegelbau mit sechsachsigem Langhaus und dem stark eingezogenen, niedrigeren Chor mit 5/8-Schluss. Der 75 m hohe Turm steht an der Westseite des Langhauses. Beidseitig am Langhaus befinden sich die Portale mit den Vorhallen, am Chor unten und oben Sakristei und Seitenkapelle, die querschiffartig einen kreuzförmigen Grundriss der Kirche geben. Die Kirche ist 50 m lang, 15 m breit und 18 m hoch.

## Ausstattung
Der Hochaltar stellt den hl. Nikolaus als Schutzpatron der bedürftigen Familie sowie die Figuren des Erzengels Michael und des hl. Georg und im Gesprenge eine Kreuzigungsgruppe dar. Er wurde im Jahr 1905 nach Entwürfen von Joseph Elsner vom Münchner Bildhauer Josef Auer ausgeführt und vom Freiherren Theodor von Cramer-Klett aus Hohenauschau gestiftet. Die Seitenaltäre sind ein Gemeinschaftswerk von Joseph Elsner und Josef Auer. Der linke Seitenaltar stellt Mutter Anna mit Maria und dem Jesuskind dar. Er wird geschmückt von den Figuren der hll. Joachim und Joseph sowie Gott der Vater und Heiliggeisttaube. Im Gesprenge sind die hll. Barbara, Elisabeth und Katharina dargestellt. Der rechte Seitenaltar stellt Maria mit dem Jesuskind dar. Seitlich sind die Figuren der hll. Florian und Sebastian und im Gesprenge die hll. Stephanus, König Ludwig und Laurentius zu sehen.
Der neugotische Altar der Werktagskapelle mit der Figur der Mater Dolorosa und Kruzifix sowie den Gemälden Ölbergszene, Dornenkrone, Geißelung Christi und Kreuztragung Christi sowie die Kanzel mit den halbfiguralen Darstellungen der vier Evangelisten wurden aus den Münchner Werkstätten von Joseph Elsner geliefert. Den Volksaltar schuf 1994 der Bildhauer Franz Berger aus Übersee, die Fassung stammt vom Malermeister Christian Schwaiger. Von 1915 bis 1920 schnitzte Josef Auer die 14 Kreuzwegstationen als Halbreliefs.
In den Jahren 1921/22 erfolgte die Innenausmalung durch die Münchner Waldemar Kolmsperger und Konrad Schmer. In ihrer intensiven Farbigkeit ist sie vom Expressionismus beeinflusst.
Die Bleiglasfenster, die die Legende des hl. Nikolaus und Apostelbilder darstellen, schuf der Hofglasmaler Franz Xaver Zettler aus München.
Das Kirchengeläute besteht aus sechs Glocken mit den Namen Nikolaus, Maria, Josef, Florian, Michael und Bruder Konrad. Sie wurden 1949 in der Erdinger Glockengießerei gegossen. Die größte Glocke ist die St.-Nikolaus-Glocke mit 2,37 t Gewicht und 1,60 m Durchmesser. Die zweitgrößte Glocke ist die Marienglocke mit 1,16 t Gewicht und 1,30 m Durchmesser.

### Orgel

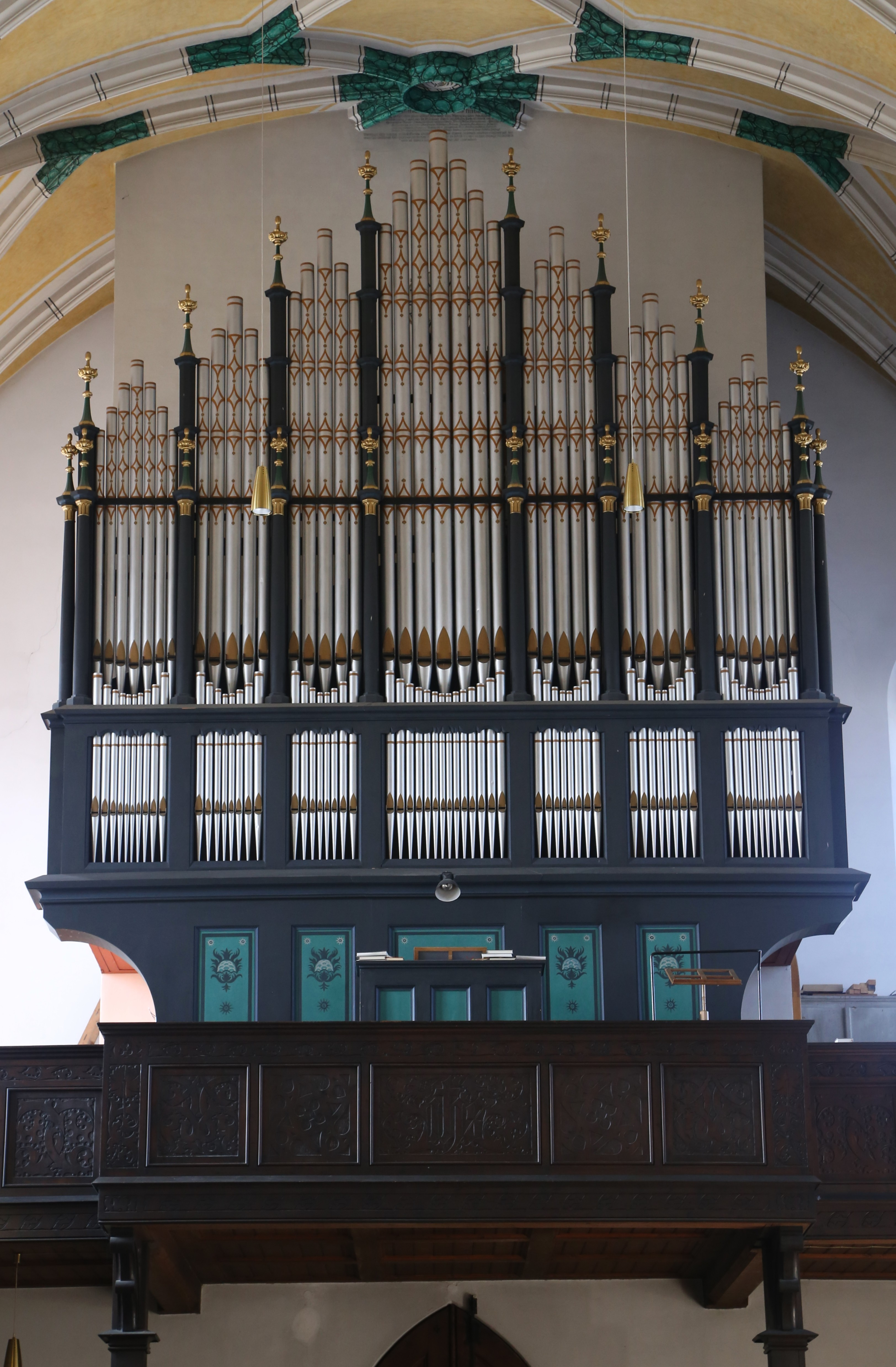
Orgel

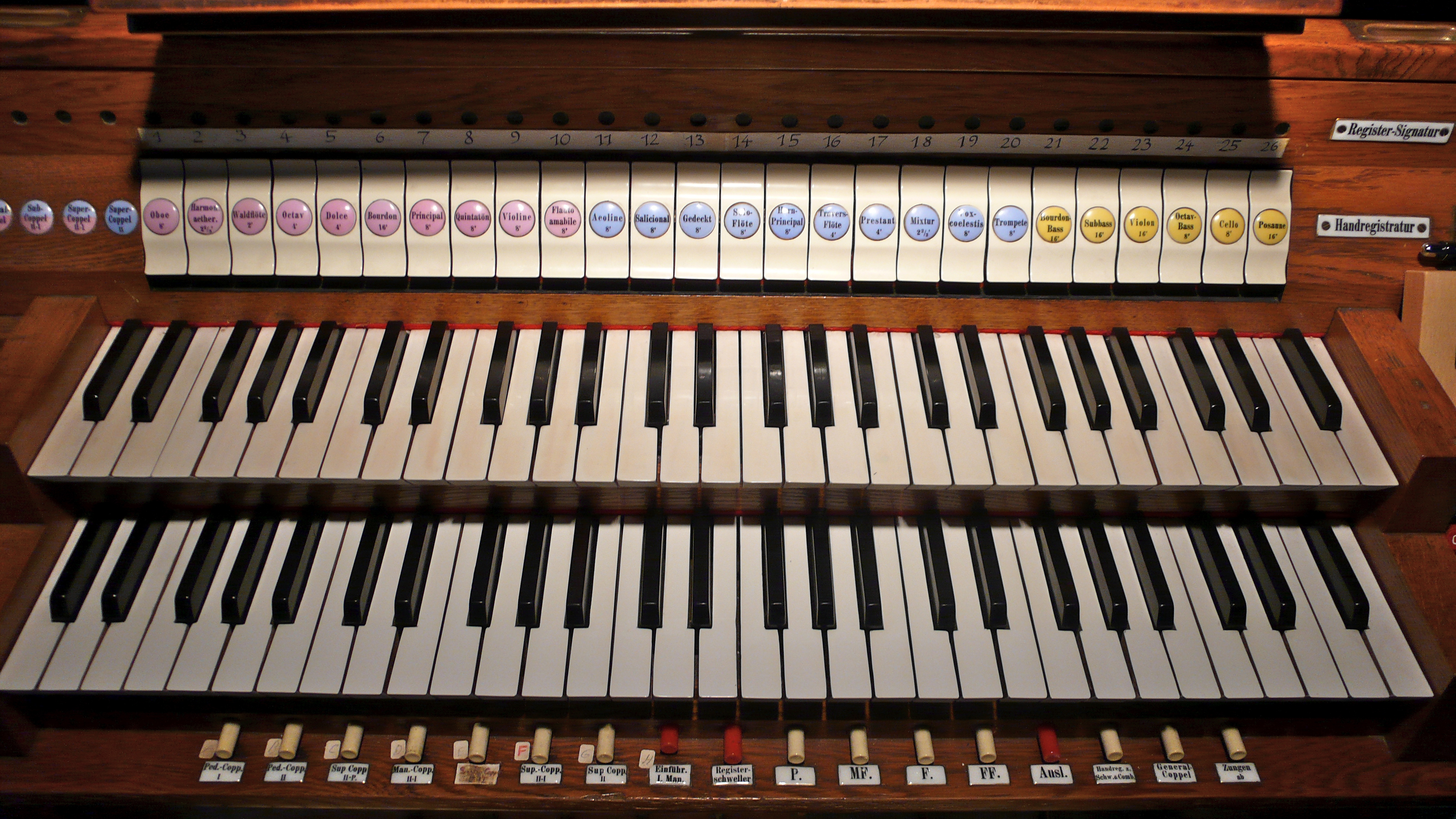
Spieltisch der Siemann-Orgel

Die Orgel auf der Empore ist vom Orgelbauer Willibald Siemann (München) als Opus 309 erbaut und stammt aus dem Jahr 1914. Sie verfügt über 24 Register auf zwei Manualen und Pedal. Eine große Restaurierung erfolgte 1989 durch Orgelbau Rudolf Strohmer (München).
Mit ihrem Prospekt ergänzt sie das Innere der Kirche. Sie stellt ein bedeutendes und mittlerweile seltenes Orgelbauzeugnis aus dieser Zeit dar.
| I Manual C–g3        |     |
| Bourdun              | 16′ |
| Principal            | 8′  |
| Flauto amabile       | 8′  |
| Quintatön            | 8′  |
| Violine              | 8′  |
| Octav                | 4′  |
| Dolce                | 4′  |
| Waldflöte            | 2′  |
| Harmonia aetherea II |     |
| Oboe                 | 8′  |

| II Manual C–g3 |       |
| Hornprincipal  | 8′    |
| Soloflöte      | 8′    |
| Gedeckt        | 8′    |
| Salicional     | 8′    |
| Aeoline        | 8′    |
| Vox coelestis  | 8′    |
| Prestant       | 4′    |
| Traversflöte   | 4′    |
| Mixtur         | 2 ⁄3′ |
| Trompete       | 8′    |

| Pedal C–f1  |     |
| Violon      | 16′ |
| Subbass     | 16′ |
| Bourdonbass | 16′ |
| Octavbass   | 8′  |
| Cello       | 8′  |
| Posaune     | 16′ |

- Koppeln:
  - Normalkoppeln: II/I, I/P, II/P (alle drei auch als Fußtritt korrespondierend vorhanden)
  - Oktavkoppeln: Sub II/I, Super II/I, Super II, Super II/P
- Spielhilfen: Feste Kombinationen (P, MF, F, FF), Einführ. I. Man. (auch als Fußtritt), Registerschweller (auch als Fußtritt), Handreg. z. Schw. & Comb., Generalcoppel, Zungen ab, Schwelltritte für I und II
- Spieltisch: Spieltisch mit Blick auf den Altarraum, Registerwippen

## Glocken
Im schlanken Turm hängt ein beachtliches, sechsstimmiges Bronzegeläute der Erdinger Glockengießerei aus dem Jahr 1949 mit Schlagtonfolge h0 dis1 fis1 gis1 ais1 cis2.